# المدرسة الدولية الفلبينية في الخبر
المدرسة الدولية الفلبينية في الخبر هي مدرسة دولية في الخبر بالمملكة العربية السعودية.
اعتبارًا من عام 2002 فهي تعتبر إحدى 24 مدرسة فلبينية معتمدة في الخارج. تلقت شهادة بأنها مدرسة فلبينية في 24 أكتوبر 1989.

## التاريخ
تأسست المدرسة في سبتمبر 1988 من قبل مجموعة من الآباء والأمهات الفلبينيين. أطلق المؤسسين عليها اسم مدرسة السفارة الفلبينية في الخبر. بدأت رسميا العملية الأكاديمية في يونيو 1989 بتصريح مؤقت رقم 001 لعام 1989 الصادر عن وزارة التعليم والثقافة والرياضة الفلبينية التي وقعها الأمين لورديس كويسومبينغ. في 25 يوليو 1989 قام رئيس البعثة الفلبينية في الرياض الدكتور ماوياغ محمد تامانو بإرسال رسالة إلى المسؤولين الحكوميين السعوديين في المنطقة الشرقية لاطلاعهم على النية لطرح مدرسة السفارة الفلبينية في الخبر لتكون تحت رعاية السفارة الفلبينية في الرياض. تتبع المدرسة معيار مناهج التعليم الفلبينية. اعترف بها رسميا من قبل الحكومة الفلبينية بعدما منحت تصريح مؤقت رقم 01 لعام 1995 بتوقيع سكرتير الوزارة ريكاردو ت. غلوريا في 31 يناير 1995. وزارة التربية والتعليم (وزارة التعليم حاليا) في المملكة العربية السعودية اعترفت بها رسميا بمثابة مدرسة للجالية الفلبينية عن طريق منح الترخيص رقم 2/1937 بتاريخ 1415/12 / 29 في 8 مايو 1995. وفقا لتصريح صادر عن الوزارة حيث يجب أن تكون تسمية المدارس الأجنبية بالمدارس الدولية بالإضافة إلى دولة المواطنين التي تخدمها المدرسة ونتيجة لذلك فقد تم تغيير اسم المدرسة في عام 1995 ليصبح المدرسة الدولية الفلبينية في الخبر.